# Vojnovac
 Vojnovac  falu Horvátországban, Károlyváros megyében. Közigazgatásilag Josipdolhoz tartozik.

## Fekvése
Károlyvárostól 42 km-re délnyugatra, községközpontjától 7 km-re délkeletre a Plaški-mezőn, a Josipdolból Plaški felé haladó 42-es főút mentén fekszik.

## Története
A falu területe a középkorban a Frangepánok modrusi uradalmához tartozott. A török támadások miatt ez a vidék a 16. századra teljesen puszta lett. Munjava. A 17. század elején települt be, amikor a török által elfoglalt területekről szerbek érkeztek ide. Első csoportjuk 1609-ben jött, majd a század közepéig több hullámban települt le szerb pravoszláv lakosság. Első fatemplomukat a Trojvrh domb alatti Vojnovac melletti Kokani faluban építették fel. A pravoszláv parókia csak a 18. században került át a népesebb Josipdolba. 1890-ben 164, 1910-ben 207 lakosa volt. Trianonig Modrus-Fiume vármegye Ogulini járásához tartozott. 1991-ig szerb többségű település volt, de délszláv háború során a szerbek nagy része elmenekült. 2011-ben a településnek 94, többségben katolikus horvát lakosa volt.

## Lakosság
| Lakosság változása | Lakosság változása | Lakosság változása | Lakosság változása | Lakosság változása | Lakosság változása | Lakosság változása | Lakosság változása | Lakosság változása | Lakosság változása | Lakosság változása | Lakosság változása | Lakosság változása | Lakosság változása | Lakosság változása | Lakosság változása |
| ------------------ | ------------------ | ------------------ | ------------------ | ------------------ | ------------------ | ------------------ | ------------------ | ------------------ | ------------------ | ------------------ | ------------------ | ------------------ | ------------------ | ------------------ | ------------------ |
| 1857               | 1869               | 1880               | 1890               | 1900               | 1910               | 1921               | 1931               | 1948               | 1953               | 1961               | 1971               | 1981               | 1991               | 2001               | 2011               |
| 0                  | 0                  | 0                  | 164                | 238                | 207                | 178                | 40                 | 48                 | 198                | 183                | 187                | 178                | 160                | 144                | 94                 |